# Шайзада, Бекхан Шайзадаулы
Бекхан Шайзадаулы Шайзада (каз. Бекхан Шайзадаұлы Шайзада; род. 28 февраля 1998, Мактааральский район, Южно-Казахстанская область) — казахстанский футболист, вратарь клуба «Ордабасы».

## Клубная карьера
Футбольную карьеру начал в 2018 году в составе клуба «Ордабасы». 6 октября 2018 года в матче против клуба «Кайрат» дебютировал в казахстанской Премьер-лиге.

## Карьера в сборной
8 октября 2016 года дебютировал за сборную Казахстана до 19 лет в матче против сборной России до 19 лет.

## Достижения
«Ордабасы»
- Чемпион Казахстана: 2023
- Бронзовый призёр чемпионата Казахстана: 2019
- Обладатель Кубка Казахстана: 2022

## Статистика выступлений

### Клубная карьера
| Клуб             | Сезон            | Лига | Лига | Кубки | Кубки | Еврокубки | Еврокубки | Итого | Итого |
| Клуб             | Сезон            | Игры | Голы | Игры  | Голы  | Игры      | Голы      | Игры  | Голы  |
| ---------------- | ---------------- | ---- | ---- | ----- | ----- | --------- | --------- | ----- | ----- |
| Ордабасы         | 2017             | 0    | 0    | —     | —     | —         | —         | 0     | 0     |
| Ордабасы         | 2018             | 5    | -3   | 0     | 0     | —         | —         | 5     | -3    |
| Ордабасы         | 2019             | 4    | -4   | 0     | 0     | 0         | 0         | 4     | -4    |
| Ордабасы         | 2020             | 8    | -13  | —     | —     | 1         | -2        | 9     | -15   |
| Ордабасы         | 2021             | 20   | -28  | 2     | -2    | —         | —         | 22    | -30   |
| Ордабасы         | 2022             | 20   | -27  | 5     | -8    | —         | —         | 25    | -35   |
| Ордабасы         | 2023             | 15   | -8   | 4     | -4    | 2         | -5        | 21    | -17   |
| Ордабасы         | 2024             | 13   | -11  | 5     | -7    | 2         | -4        | 20    | -22   |
| Ордабасы         | 2024             | 8    | -6   | 0     | 0     | —         | —         | 8     | -6    |
| Ордабасы         | Итого            | 93   | -100 | 16    | -21   | 5         | -11       | 114   | -132  |
| → Ордабасы М     | 2016             | 15   | -14  | —     | —     | —         | —         | 15    | -14   |
| → Ордабасы М     | 2017             | 26   | -35  | —     | —     | —         | —         | 26    | -35   |
| → Ордабасы М     | 2018             | 8    | -6   | —     | —     | —         | —         | 8     | -6    |
| → Ордабасы М     | 2019             | 6    | -5   | —     | —     | —         | —         | 6     | -5    |
| → Ордабасы М     | Итого            | 55   | -60  | —     | —     | —         | —         | 55    | -60   |
| Всего за карьеру | Всего за карьеру | 148  | -160 | 16    | -21   | 5         | -11       | 169   | -194  |

### Выступления за сборную
| Сборная   | Год   | Отборочные матчи ЧМ | Отборочные матчи ЧМ | Отборочные матчи ЧЕ | Отборочные матчи ЧЕ | Лига наций УЕФА | Лига наций УЕФА | Товарищеские матчи | Товарищеские матчи | Итого | Итого |
| Сборная   | Год   | Игры                | Голы                | Игры                | Голы                | Игры            | Голы            | Игры               | Голы               | Игры  | Голы  |
| --------- | ----- | ------------------- | ------------------- | ------------------- | ------------------- | --------------- | --------------- | ------------------ | ------------------ | ----- | ----- |
| Казахстан | 2024  | −                   | −                   | −                   | −                   | −               | −               | 1                  | 0                  | 1     | 0     |
| Итого     | Итого | −                   | −                   | −                   | −                   | −               | −               | 1                  | 0                  | 1     | 0     |